# Ancistrosoma argentinum
Ancistrosoma argentinum är en skalbaggsart som beskrevs av Moser 1921. Ancistrosoma argentinum ingår i släktet Ancistrosoma och familjen Melolonthidae. Inga underarter finns listade i Catalogue of Life.